# Madison Anderson
Madison Sara Anderson Berríos (sinh ngày 10 tháng 11 năm 1995) là người mẫu người Mỹ gốc Puerto Rico và chủ nhân cuộc thi sắc đẹp, người đã đăng quang cuộc thi Hoa hậu Hoàn vũ Puerto Rico 2019. Cô đại diện cho Puerto Rico trong cuộc thi Hoa hậu Hoàn vũ 2019 và xuất sắc đạt được thành tích Á hậu 1.

## Đầu đời
Anderson được sinh ra vào ngày 10 tháng 11 năm 1995 tại Phoenix, Arizona, có cha là người Mỹ, Adam Anderson và mẹ là người Puerto Rico, Belinda Berríos. Cô chuyển cùng gia đình đến Orlando, Florida khi cô được ba tháng tuổi và sau đó tốt nghiệp trường trung học Dr. Phillips. Sau khi tốt nghiệp trung học, Anderson bắt đầu học chuyên ngành thiết kế thời trang và dệt may tại Học viện Công nghệ Thời trang tại Thành phố New York; cô đã bắt đầu nghiên cứu về tiếp thị và quan hệ công chúng. Anderson trước đây làm việc tại Saint Kitts và Nevis, giúp đỡ những phụ nữ là nạn nhân bạo lực gia đình.

## Cuộc thi sắc đẹp
Anderson bắt đầu sự nghiệp thi đấu từ khi còn là thiếu niên, trở thành Á hậu 4 tại Hoa hậu Tuổi Teen Florida Mỹ 2014. Sau đó, cô giành quyền đại diện cho Puerto Rico trong cuộc thi Siêu mẫu Thế giới 2015, nơi cô được Á hậu 3 sau người chiến thắng chung cuộc là Elena Kosmina của Ukraine. Sau đó, Anderson đã đăng quang Hoa hậu Hòa bình Puerto Rico 2016. Là Hoa hậu Hòa bình Puerto Rico, Anderson đạt danh hiệu Á hậu 3 tại Hoa hậu Hòa bình Quốc tế 2016, sau người chiến thắng chung cuộc là Ariska Putri Pertiwi của Indonesia.
Sau Hoa hậu Hòa bình Quốc tế, Anderson tiếp tục gián đoạn các cuộc thi sắc đẹp cho đến khi dự thi Hoa hậu Florida Mỹ 2019. Cô là Á hậu 1 sau người chiến thắng Nicolette Jennings, người tiếp tục lọt vào top 10 Hoa hậu Mỹ 2019. Anderson sau đó tham gia cuộc thi Hoa hậu Hoàn vũ Puerto Rico 2019, đại diện cho thành phố Toa Baja. Vào ngày 13 tháng 6 năm 2019, Anderson tiếp tục giành chiến thắng trong cuộc thi, kế nhiệm Kiara Ortega. Sau đó, cô đại diện cho đất nước Puerto Rico dự thi Hoa hậu Hoàn vũ 2019 và đã giành ngôi vị Á hậu 1.